# Albrecht Zimmermann
Albrecht Wilhelm Philipp Zimmermann (* 3. April 1860 in Braunschweig; † 22. Februar 1931 in Berlin) war ein deutscher Botaniker und Mykologe.  Sein offizielles botanisches Autorenkürzel lautet „A. Zimm.“  

## Leben und Wirken
Zimmermann studierte an der Universität Leipzig, promovierte dort, war ab 1885 Privatdozent und hielt in Leipzig 1885 bis 1888 Vorlesungen. Er war ab 1888 Privatdozent und ab 1894 außerordentlicher Professor an der Universität Tübingen. 1896 bis 1902 war er im damals niederländischen Indonesien, wo er sich in Buitenzorg am Botanischen Garten mit angewandter Botanik (Kaffeeanbau) befasste und mit Mykologie. 1902 zog er nach Deutsch-Ostafrika (Tanganjika) als stellvertretender Direktor an das Kaiserliche Biologisch-Landwirtschaftliche Institut in Amani im heutigen Tansania, das 1904 offiziell eröffnet wurde und dessen Direktor Zimmermann von 1911 bis 1920 war. Als Tansania britische Kolonie wurde, kehrte er 1920 nach Deutschland zurück an die Biologische Reichsanstalt in Berlin-Dahlem, in der er bis zu seiner Pensionierung 1925 blieb.
Anfangs befasste er sich mit Pflanzenanatomie und Pflanzenphysiologie, später in seiner Zeit in den Tropen mit Angewandter Botanik, besonders Kaffee.
Er sammelte in Indonesien und Ostafrika, wobei seine Sammlungen in Berlin größtenteils im Zweiten Weltkrieg zerstört wurden. Sein in Amani gebliebenes Material kam 1948 nach Nairobi.

## Ehrungen
Ihm zu Ehren wurde die Orchidee Oberonia zimmermanniana J. J. Smith aus Java benannt und mehrere Pflanzen aus Tansania (wie Allophylus zimmermannianus, Streptocarpus zimmermannii, Cyphostemma zimmermannii). Auch die Pflanzengattungen Zimmermannia Pax und Zimmermanniopsis Radcl.-Sm. aus der Familie der Phyllanthaceae sowie die Pilzgattungen Zimmermanniella Henn.  und Neozimmermannia Koord. sind nach ihm benannt.
1895 wurde er Mitglied der Leopoldina.

## Schriften
- Die Botanische Mikrotechnik, Tübingen: Laupp 1892, Archive, Neuauflage Jena: G. Fischer 1922 (mit Hans Schneider)
  - Englische Übersetzung: Botanical Microtechnique, New York: H. Holt 1893
- Beiträge zur Morphologie und Physiologie der Pflanzenzelle, 3 Bände, Tübingen: H. Laupp, 1893 Archive, Band 1, Archive, Band 2, Heft 1
- Die Morphologie und Physiologie des pflanzlichen Zellkernes : eine kritische Literaturstudie, Jena: G. Fischer 1896
- Korte opmerkingen over eenige ziekten en plagen van koffie en bijcultures, waargenomen op eenige koffielanden van Oost-Java, Batavia: G. Kolff 1900
- Anleitung für die Baumwollkultur in den deutschen Kolonien, Berlin 1910
- Der Manihot-Kautschuk, seine Kultur, Gewinnung und Präparation, Jena: G. Fischer 1913
- Die Cucurbitaceen …, Jena: G. Fischer 1922
- Der Kaffee, Hamburg: Deutscher Auslandsverlag 1926
- Die Gerberrinde liefernden Akazien … 1930[4]